# 피그미하마
피그미하마 또는 애기하마(학명: Choeropsis liberiensis)는 하마과 피그미하마속에 속하는 서아프리카 토착 반수생 포유동물이다. 라이베리아가 주된 거처이고 시에라리온·기니·코트디부아르에도 소수가 남아 있으며 나이지리아에서는 절멸했다.
하마과에 현대까지 잔존하는 2종 가운데 한 종으로, 같은 과에 속한 가장 가까운 친척은 하마(학명: Hippopotamus amphibius)이며 하마에 비해 훨씬 덩치가 작고 가볍다. 단독 생활을 하는 야행성 동물으로, 육상 생활에 알맞게 적응하였지만, 그와 더불어 피부를 습하게 유지하고 체온을 식히는 데 충분한 물을 요구하고, 교미 및 출산 등 여러 생명활동을 육상뿐 아니라 수중에서 하기도 하는 반수생 동물이다. 숲에서 자라는 고비·쌍떡잎식물·풀·과일을 즐겨 먹는 초식동물이다.
남은 개체가 드문 야행성 동물로서, 야생의 피그미하마를 연구하는 것은 몹시 어려운 일이다. 19세기 까지는 서아프리카 바깥에서는 이 짐승의 존재를 아는 이가 없었다. 20세기 초에 처음 동물원에 들어왔으며, 사육 환경에서도 번식이 용이하여 연구 자료 가운데 태반은 사육 개체를 연구해서 나온 것이다. 야생에서보다 사육되는 개체의 생존률이 더 높은 편이며, 2015년 국제 자연 보전 연맹 조사에 따르면 야생에는 현재 2,500마리가 남아 있다.
생존을 위협하는 최대 요소는 서식지 파괴로, 서식하고 있던 삼림 지대가 농장 개간을 목적으로 부서지고 벌목되어 터전이 사라지고 있다. 또한 밀렵과 부시미트를 얻기 위한 사냥, 천적과 내전에 의한 희생 역시 위협적이다. 라이베리아에서 피그미하마는 고기를 얻으려는 목적으로 남획당하기도 한다.

## 분류와 기원
피그미하마는 하마와 같은 하마과(Hippopotamidae)에 속하나, 하마속에 속하지 않고 피그미하마속(Choeropsis)이라는 별도의 범주에 속한다. 피그미하마속의 학명인 코에롭시스는 '돼지를 닮은'이라는 뜻을 지녔다. 또한 일부 분류학자들은 하마과와 안트라코테리움과를 같이 하마상과(Hippopotamoidea) 밑으로 두기도 한다.
피그미하마는 해당 동물에 대한 이해도가 높아지면서 분류가 한 번 바뀌었다. 본래 피그미하마를 처음으로 학계에 기재한 새뮤얼 조지 모턴은 피그미하마를 하마속으로 분류하고 히포포타무스 미노르(Hippopotamus minor)라는 학명을 붙였지만, 훗날 하마속과 충분히 차이점이 뚜렷하다고 판단하여 별도의 속인 코에롭시스로 재명명되었다. 1977년, 영국의 고생물학자 셜리 코린든은 피그미하마가 같은 하마과에 속해 있던, 아시아에 살던 하마과 종류인 헥사프로토돈속과 매우 밀접한 연관성이 있다고 발표했다.
이 주장은 2005년 보이세리가 하마과의 계통발생에 대한 철저한 조사 끝에 피그미하마가 헥사프로토돈속의 구성원이 아니라고 주장하기 전까지 널리 받아들여졌다. 그는 피그미하마가 헥사프로토돈속과 별개의 속이라고 제안하며 본래의 피그미하마속으로 재분류했다. ITIS는 기존의 학명이었던 헥사프로토돈 리베리엔시스를 유효한 학명으로 유지했다. 피그미하마가 헥사프로토돈속에 속했는지, 아니면 피그미하마속으로 따로 속해있건 간에, 양쪽 주장 모두 피그미하마가 자신이 속한 속의 유일하게 현존하는 구성원이라는 것에 동의하였다. 미국 포유류학자 협회는 2021년 IUCN의 지원을 받는 조치로 본래의 피그미하마속으로 재분류했다.

### 나이지리아 아종
피그미하마의 뚜렷한 아종은 적어도 20세기까지 나이지리아에 존재했을 것으로 확실시되고 있지만, 그 타당성에 대해서는 의문시되고 있다. 이 아종의 존재로 인해 코에롭시스 리베리엔시스(Choeropsis liberiensis)는 현재 라이베리아피그미하마의 명명법으로 분류하고 있다. 나이지리아피그미하마는 야생에서 연구되거나 포획된 기록이 존재하지 않는다. 현재 모든 연구 및 모든 동물원 개체들은 전부 라이베리아 아종이다. 나이지리아 아종은 코에롭시스 리베리엔시스 헤슬로피(Choeropsis liberiensis heslopi)로 분류된다.
나이지리아피그미하마는 니제르강 삼각주, 특히 포트하커트 근처에 분포했지만, 1940년대 초 영국 식민지 장교인 이안 헤슬롭이 확보한 박물관 표본 수집 후 신뢰성 있는 자료가 보고된 적이 없으며, 현재는 아마 멸종된 것으로 보고 있다. 이 아종은 1,800km 이상 떨어져 있고 서아프리카의 삼림 지역을 나누는 사바나 지역인 다호미 갭에 서식했다. 이 아종의 이름은 1935년과 1943년에 세 마리의 피그미하마를 사냥한 헤슬롭의 이름을 따서 지어졌다. 그는 이 지역에 피그미 하마가 30마리 이상 남아 있지 않을 것으로 추정했다.
헤슬롭은 자신이 수집한 피그미하마의 두개골 4개를 런던의 대영 자연사 박물관으로 보냈다. 하지만 이 표본들은 1969년 고든 바클레이 코벳이 두개골 비율의 일관된 변화를 바탕으로 이 두개골들을 별도의 아종에 속하는 것으로 분류하기 전까지는 분류학적 평가를 받지 않았다. 나이지리아피그미하마는 나이지리아의 리버스 주, 이모 주, 바엘사 주에서 목격되거나 총에 맞았다는 보고가 전해지기도 한다. 일부 지역 주민들은 이 종이 한때 존재했다는 것을 알고 있지만, 이 지역에서의 피그미하마에 대한 제대로 된 기록은 없다.

### 진화

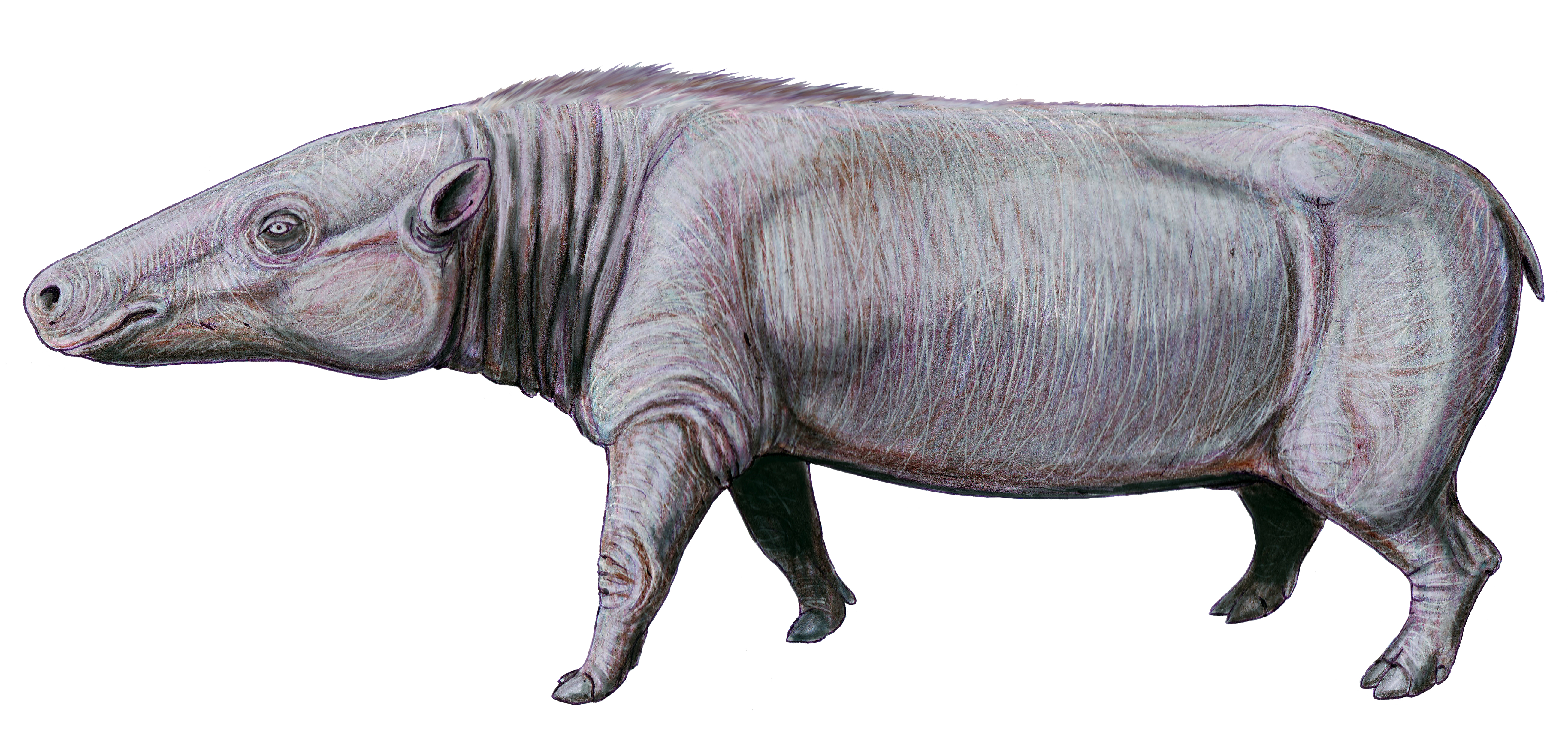
올리고세의 유럽에서 살던 안트라코테리움 마그눔(Anthracotherium magnum)

피그미하마의 진화는 가까운 사촌인 하마와 밀접한 연관이 있다. 두 종 모두 오랫동안 멧돼지과나 페커리과와 가장 밀접한 관련이 있다고 여겨졌지만, 화석기록 연구 등 여러 연구를 통하여 고래하목과 더 가장 가까운 친척인 것으로 밝혀졌다. 하마의 기원을 다룬 가장 최근 연구에 따르면 하마와 고래는 6,000만 년 전 우제류에서 떨어져나온 반수생 동물을 공통 조상으로 두었을 것으로 보인다.
하마와 고래의 공통 조상이 되는 이 반수생 동물은 약 6백만 년 후에 두 갈래로 갈라져서 진화한 것으로 보고 있다. 한쪽은 육지에서 바다로 돌아가 고대고래아목으로 진화하고, 다른 갈래는 에오세 말기에 원시 하마라고 할 수 있는 안트라코테리움과(Anthracotheres) 동물로 진화하였는데, 현생 하마와는 달리 비교적 작고 가는 머리를 가지고 있었다.
가장 먼저 나타난 것으로 보이는 하마 종류는 약 1,500-900만 년 전에 아프리카에서 서식했던 케냐포타무스속 생물들이었다. 케냐포타무스는 단편적인 화석들로밖만 확인되고 있지만, 현생 피그미하마와 비슷한 덩치를 가진 것으로 보고 있다. 하마와 피그미하마를 아우르는 하마과 동물들은 유라시아 및 아프리카를 통틀어 번성했지만, 아메리카에서는 화석이 발견되지 않았다. 현시대 하마의 직계 조상으로 강력히 추정되는 생물은 750-180만 년 전에 중동과 아프리카 지방에 살았던 아르케오포타무스다.
하마의 화석 기록은 여전히 잘 이해되지는 않지만, 현생하는 두 속인 하마속과 피그미하마속에 대한 계통은 800만 년 전에 분기된 것으로 보고 있다. 현생 피그미하마의 조상은 사오테리움속(Saotherium)과 관련이 있는 것으로 추정되고 있다. 사오테리움속과 피그미하마속은 하마속과 헥사프로토돈속에 비해 원시적인 특징이 강해 하마의 조상 종과 더 유사하다.

### 난쟁이하마
플라이스토세 후기 또는 홀로세 초기까지 지중해 지역에 서식했던 몇몇 하마속 동물들은 종의 작은 하마들은 작은 크기 때문에 때때로 "피그미하마"라고 불려지지만, 실제 피그미하마와의 밀접한 관련은 없는 것으로 추정되고 있다. 현생 피그미하마의 친척으로 오인받는 종들은 크레타난쟁이하마, 시칠리아하마, 몰타하마, 키프로스난쟁이하마가 있다. 이 종들은 피그미 하마와 크기가 비슷하며, 섬 왜소화로 크기가 작아진 유럽하마의 후손으로 추정되고 있다. 이들과 달리 피그미하마의 조상은 후손과 마찬가지로 크기가 작았기 때문에 섬 왜소화 과정이 일어나지는 않은 것으로 보고 있다.
하마속에 속한 하마들 가운데 피그미하마와 가장 가깝다고 여겨지는 것은 근세에 자취를 감춘 난쟁이하마 3종 가운데 하나인 마다가스카르난쟁이하마(학명: Hippopotamus madagascariensis)이다. 마다가스카르난쟁이하마는 피그미하마처럼 보금자리로 개활된 강가보다 고지대에 우거진 삼림지를 선호하는, 육상생활에 가까운 생활양식을 보였었다. 이 종은 500년 전을 전후로 하여 절멸한 것으로 보인다.

## 형태적 특성

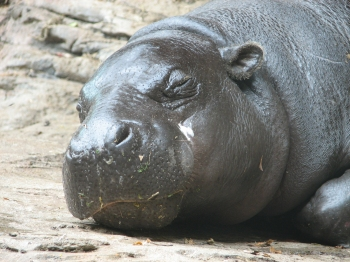
루이빌 동물원에서 휴식을 취하는 피그미하마

피그미하마의 외형은 육중한 체중을 지탱하는 다부진 골격에 이를 지탱하는 4개의 뭉툭한 다리와 4개의 발가락 을 지니는 등 전반적으로 하마와 유사하다. 하지만 그 크기는 하마에 비해 몸길이는 절반, 몸무게는 1/4 정도로 작은 편이다. 성체 피그미 하마는 어깨높이가 약 75~100cm이고, 몸길이는 150~175cm, 몸무게는 180~275kg이다. 야생 개체의 평균 수명은 제대로 보고된 적이 없지만, 사육되는 개체의 수명은 30~55년 사이이다.
피부색은 녹흑색, 또는 갈색으로 하체는 크림색 내지는 회색을 띤다. 피부는 하마와 매우 비슷하고, 몇 센티미터 두께의 진피 위에 얇은 표피가 있다. 피그미하마는 하마와 같은 특이한 분비물을 가지고 있어 몸이 분홍빛을 띠며, 그 분비물은 종종 피그미하마의 땀이나 피로 오인받는다. 이 히포수도르산이라는 물질은 소독 효과와 자외선 차단 효과가 있는 것으로 알려져 있다. 하마의 피부는 빨리 마르고 갈라지질 수 있기 때문에, 두 종 모두 물 속에서 많은 시간을 보내는 것이다.
피그미하마의 뼈대는 하마보다 더 가느다란 모양을 가지고 있데, 이는 그들의 뼈가 비례적으로 더 얇다는 것을 의미한다. 하마의 척추가 지면과 평행하는 반면 피그미하마의 등은 앞으로 기울어져 있는데, 이는 울창한 숲 속 식물을 더 쉽게 통과하기 위한 적응인 것으로 짐작되고 있다. 그에 비례하여, 피그미하마의 다리와 목은 하마에 비해 더 길고, 머리는 더 작다.

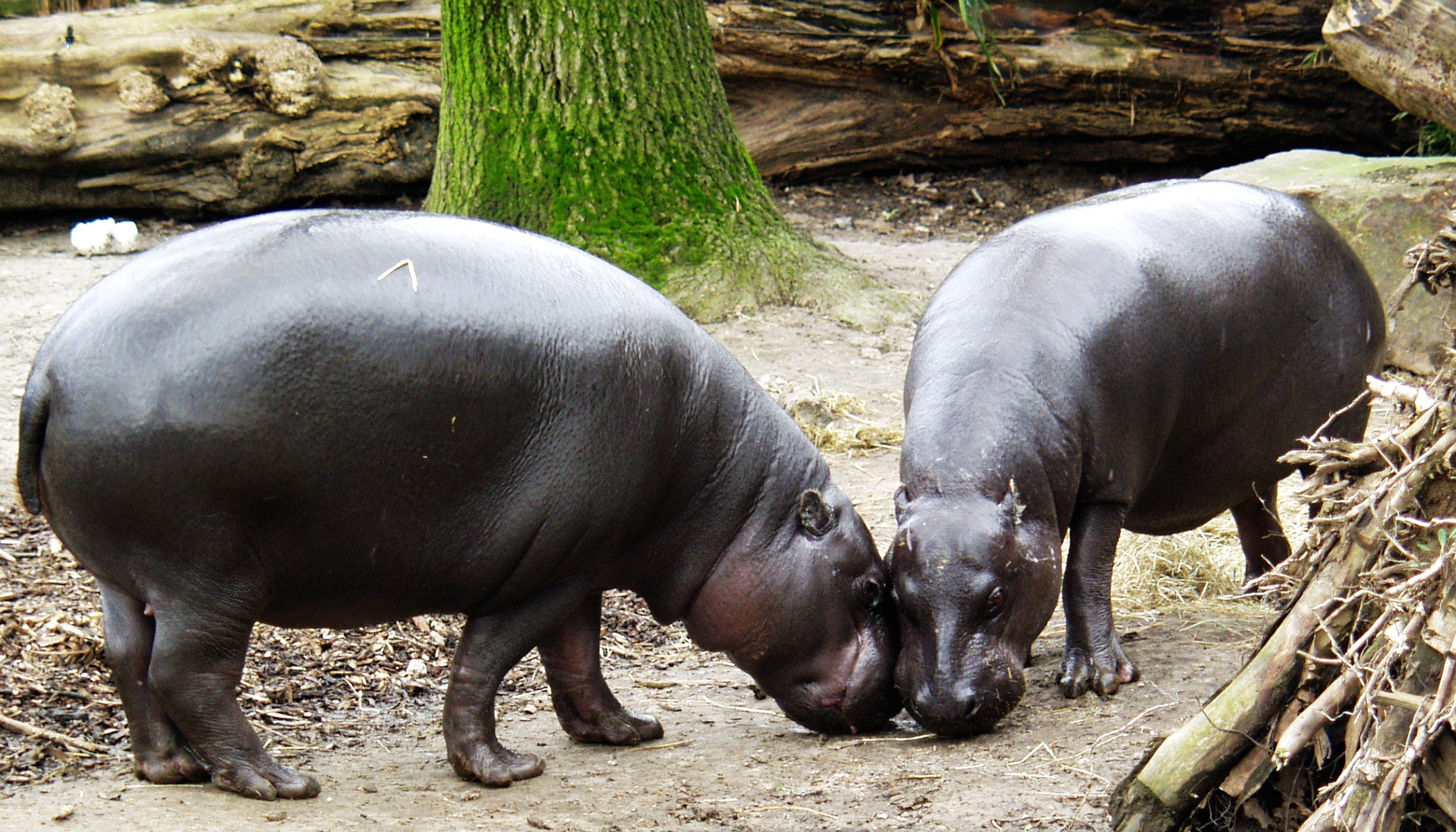
독일 뒤스부르크 동물원의 피그미하마 부부

피그미하마의 안와와 콧구멍은 하마에 비해 훨씬 덜 뚜렷한데, 이는 깊은 물에서 보내는 시간이 줄어들면서 생긴 적응이다(눈에 띄는 안와와 콧구멍은 하마가 물 속에서 숨쉬고 볼 수 있도록 도와준다). 피그미하마의 발은 더 좁지만, 발가락은 숲 바닥을 걷는 데 특화되어 있어 더 많이 펼쳐질 수 있고, 발가락 사이에 물갈퀴가 없다.
하마보다 더 육상 생활에 적응된 신체를 가지고 있기는 하지만, 다른 우제류 동물들과 비교하면 피그미하마는 여전히 수중 생활에 의존하는 면이 강하다. 피그미하마의 귀와 콧구멍에는 물에 잠기는 것을 돕는 강한 근육 판막이 있으며, 피부 생리는 물의 가용성에 달려 있다.

## 생태

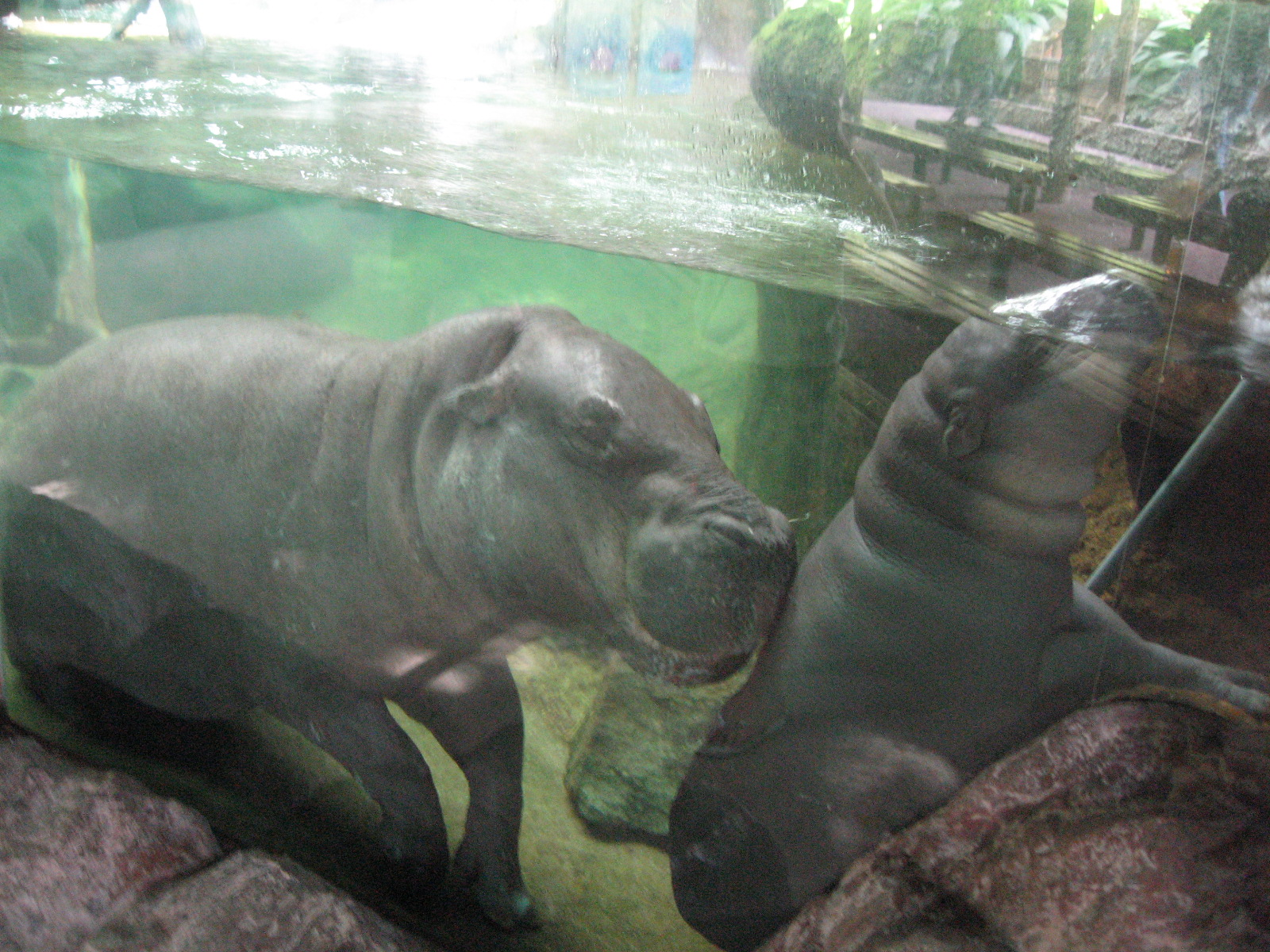
싱가포르 동물원에서 잠수하는 두 마리의 피그미하마

피그미하마의 활동은 수렴 진화의 영향으로 하마보다는 맥의 행동과 더 유사하다. 하마는 무리를 지어 생활하는 사회적 생물이지만, 피그미하마는 홀로 생활하거나 소규모의 무리를 지어 생활하며, 무리의 구성원은 대체로 어미와 새끼로 구성되어 있다. 피그미하마는 다른 개체들끼리 만나면 싸우기보다는 서로를 무시하는 경향이 있다. 현장에서 조사한 연구에 따르면 수컷 피그미하마의 영역 범위는 1.85㎢ 이상인 반면, 암컷의 영역 범위는 0.4~0.6㎢ 정도 된다.
피그미하마는 하루의 대부분을 강에 숨어 지낸다. 이들은 새로운 장소로 이동하기 전에 며칠 동안 연속적으로 같은 장소에서 휴식을 취하며, 일부 피그미하마는 강둑에 형성된 땅굴을 은신처로 이용한다. 피그미하마가 직접 굴을 파는 것인지, 또는 굴을 얼마나 자주 사용되는지 관찰된 적은 없지만, 혹멧돼지와 같은 다른 우제류 동물들이 파놓은 굴을 이용하는 것으로 확인되고 있다.

### 먹이
하마와 마찬가지로 피그미하마는 해질녘에 먹이를 먹기 위해 물 밖으로 나온다. 울창한 숲 속 초목을 돌아다니기 위해 개별적으로 뚫어놓은 길에 의존한다. 배변을 하는 동안 꼬리를 힘차게 흔들어 배설물을 더 퍼뜨려 흔적을 표시한다. 피그미하마는 먹이를 찾는 데 하루에 약 6시간을 보낸다.

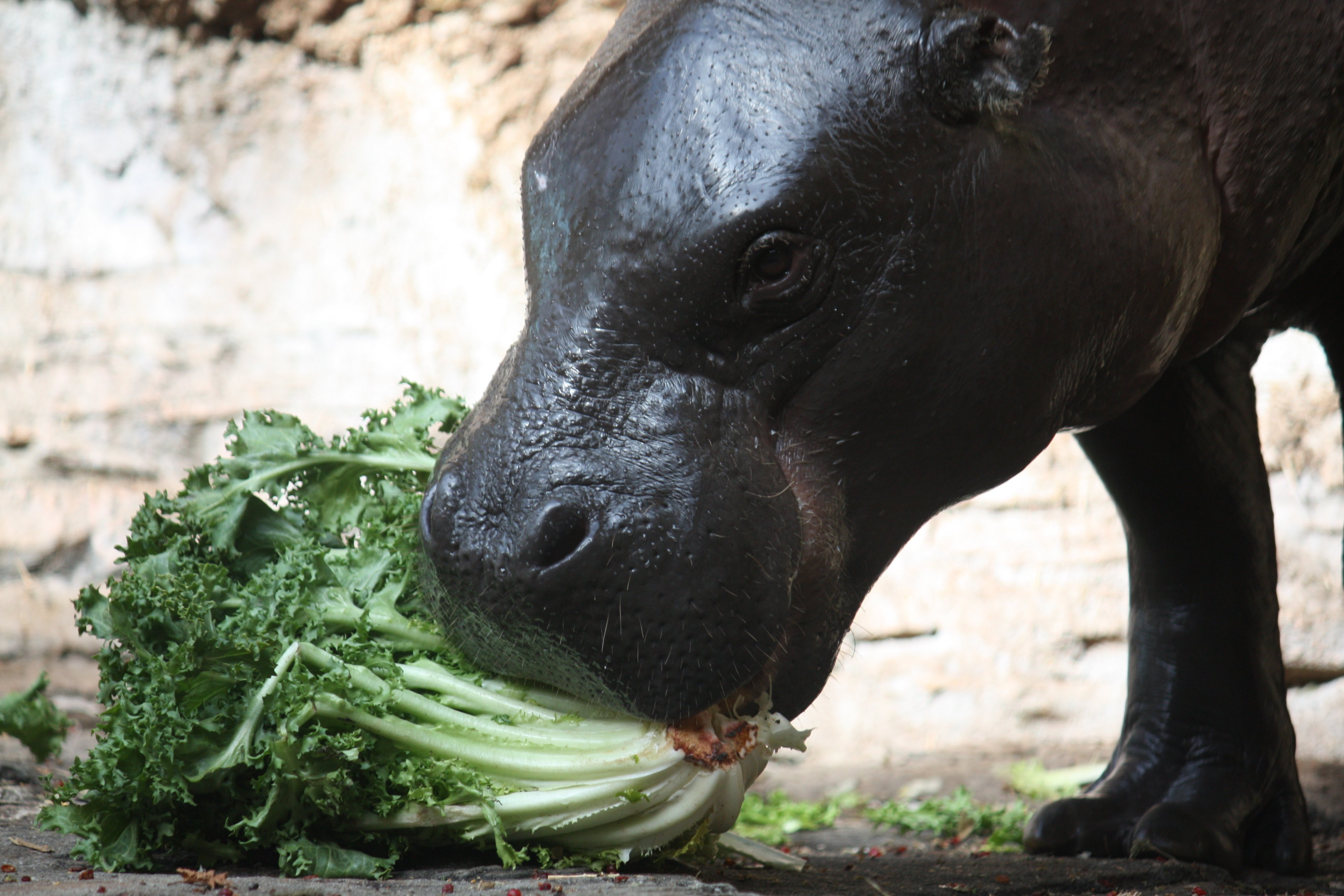
야채를 먹는 피그미하마

피그미하마는 반수생 초식동물이지만 식단에서 수생 식물이 차지하는 비율은 많지 않으며,  이들이 서식하는 울창한 숲에서는 풀을 찾기가 드물기 때문에 풀을 거의 먹지 않는다. 피그미하마의 주식은 대부분 양치식물, 활엽식물 및숲 바닥에 떨어진 과일 등으로 구성된다. 피그미하마가 먹는 것으로 관찰된 다양한 식물은 이들이 가능한 모든 식물을 먹는다는 것을 암시하며, 이 식단은 일반 하마의 식단보다 영양 면에서 품질이 높다.

### 번식

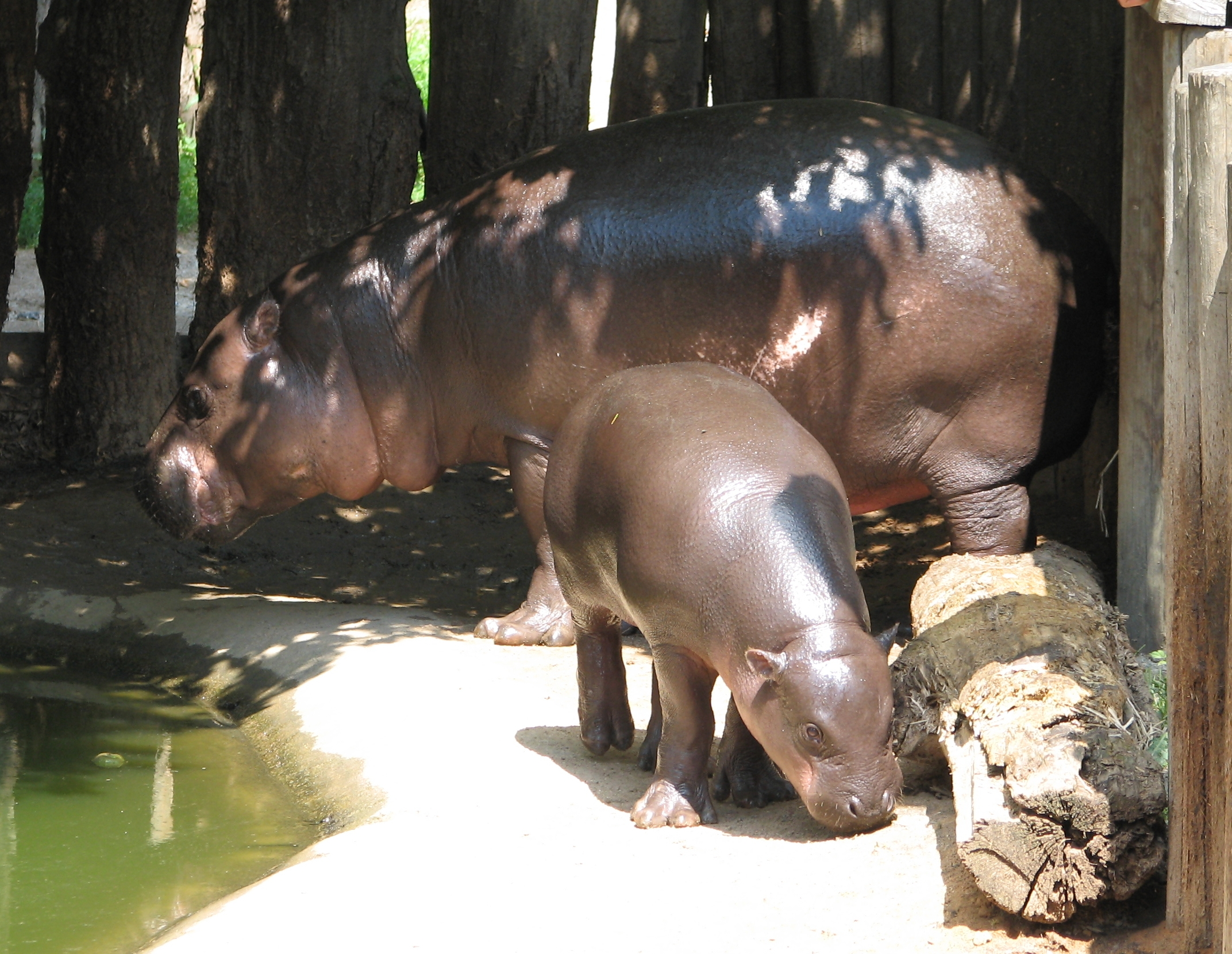
체코 이흘라바 동물원의 피그미하마 가족

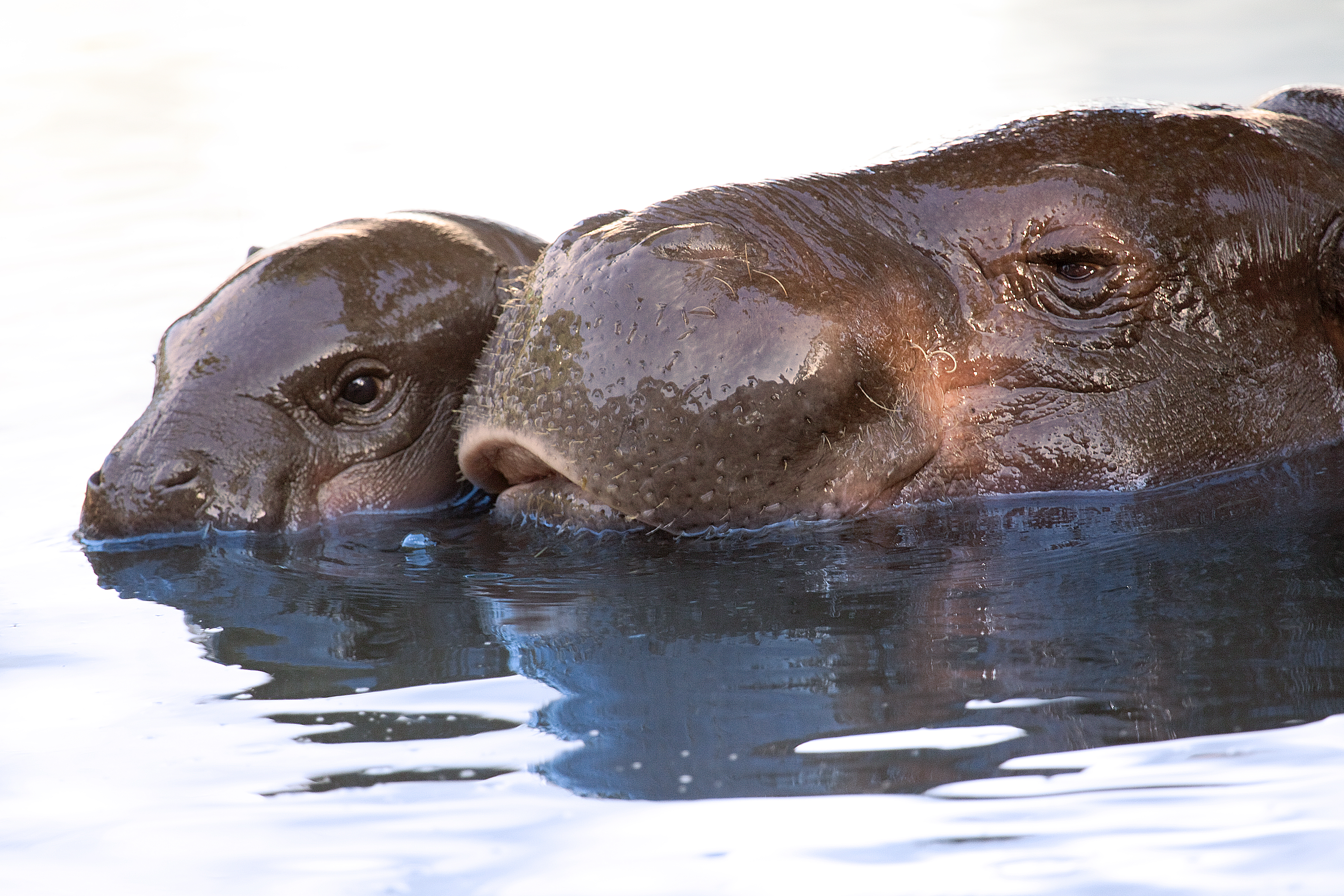
목욕을 즐기는 피그미하마 가족

야생 피그미하마의 번식 행동에 대해서는 알려진 바가 없으며, 현재까지 알려진 정보는 동물원에서 관찰된 피그미하마의 행동을 관찰된 것이다. 고로 사육 중에 발생하는 인위적인 조건이 자연적으로 일어나는 조건과 다를 수 있다. 피그미 하마의 성적 성숙은 3~5세 사이에 일어난다. 현재까지 보고된 가장 어린 출산 연령은 스위스 바젤 동물원의 피그미 하마로 생후 3년 3개월에 새끼를 낳았다. 암컷 피그미하마의 발정 주기는 평균 35.5일로 발정 자체는 24~48시간 동안 지속된다.
피그미하마는 짝짓기를 위해 서로 부부 관계를 형성하지만, 이 관계가 얼마나 지속되는지는 알려져 있지 않다. 동물원에서는 일부일처제로 번식한다. 교미는 육지나 물에서 일어날 수 있으며, 한 쌍은 발정 기간 동안 1~4번 짝짓기를 한다. 사육 상태에서 피그미하마는 1년 내내 잉태되고 태어날 수 있다. 임신 기간은 190~210일 사이이며, 간혹 쌍둥이를 낳은 것이 보고되기도 하지만 일반적으로 한 마리의 새끼가 태어난다.
물에서만 새끼를 낳고 짝짓기를 하는 하마와 달리, 피그미하마는 육지와 물 모두에서 짝짓기를 하고 새끼를 낳을 수 있다. 어린 피그미하마는 태어나자마자 즉시 수영할 수 있다. 갓 태어난 피그미 하마의 무게는 4.5~6.2kg이며 수컷은 암컷보다 약 0.25kg 정도 더 무겁다. 피그미 하마는 생후 6개월에서 8개월 사이에 완전히 젖을 뗀다. 새끼는 젖을 떼기 전 어미가 먹이를 찾기 위해 물을 떠날 때 같이 동행하는 대신 어미가 먹이를 구해 올 때까지 스스로 물 속에 몸을 숨긴다. 어미는 하루에 세 번 정도 은신처로 돌아와 새끼에게 젖을 먹으라고 울음소리로 신호를 보내며, 새끼가 젖을 빨 때는 옆으로 누워서 자세를 취한다.

### 성격
피그미하마는 인간에게 위험하다고 여겨지지 않고 일반적으로 유순하다고 간주되지만, 때때로 매우 공격적으로 행동할 수 있다.

## 보존

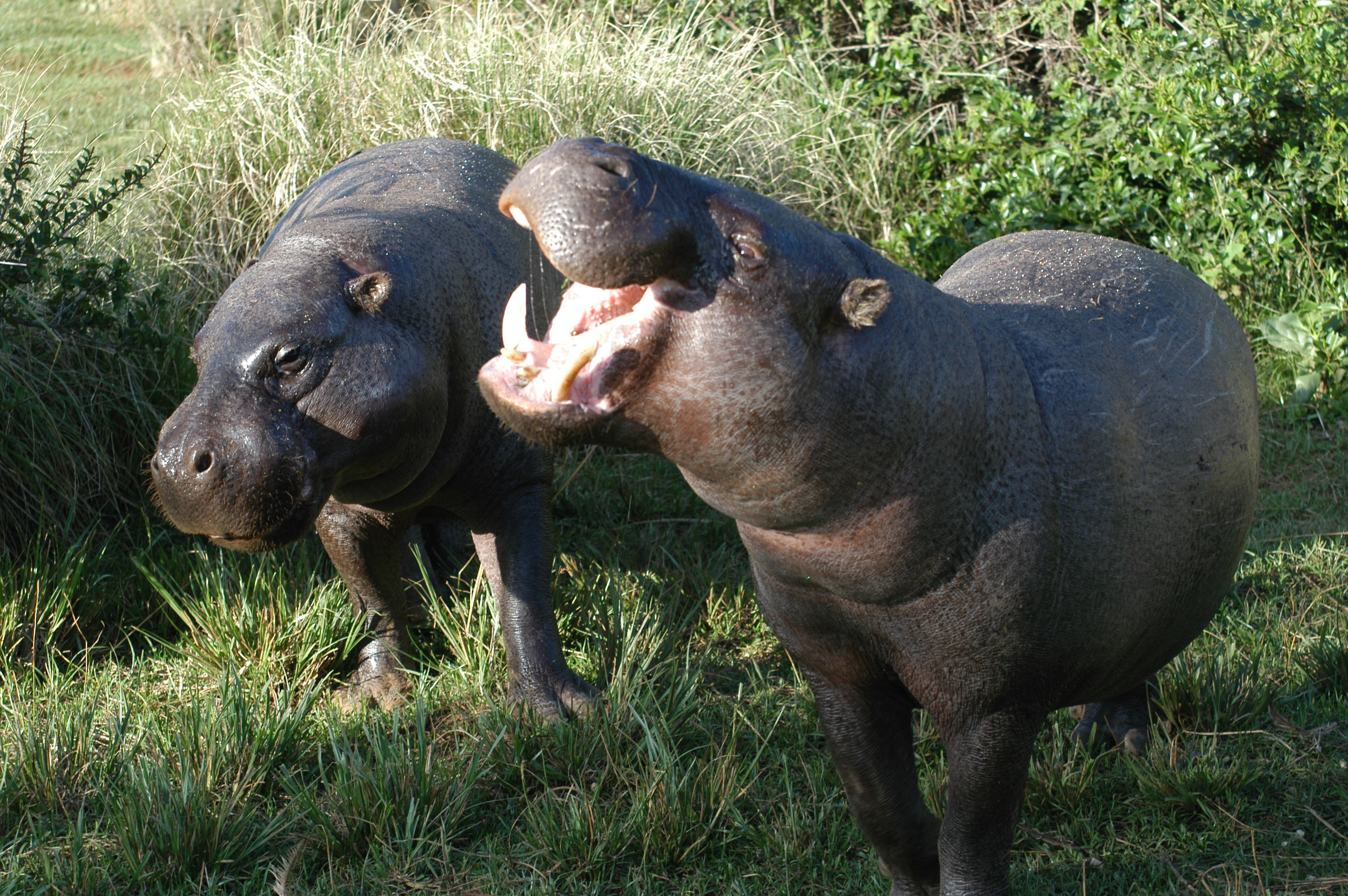
케냐 산 야생동물 보호구역의 피그미하마 한 쌍

야생에 남아 있는 피그미하마 개체군에 대한 가장 큰 위협은 서식지의 손실이다. 피그미하마가 서식하는 숲은 벌목, 정착 및 농업 가능한 용지로의 개간의 대상이 되어 왔으며, 벌목을 지속 가능하게 만들기 위한 노력은 거의 이루어지지 않고 있다. 서식지인 숲이 줄어들면 그만큼 피그미하마의 번식 가능한 개체군이 더 파편화되어 잠재적인 유전적 다양성을 감소시키는 악영향을 미치게 된다.
라이베리아에서 피그미하마는 고기를 얻기 위해 불법으로 사냥당한다. 이들의 고기는 멧돼지고기처럼 질이 좋다고 한다. 하마의 이빨과 달리, 피그미 하마의 이빨은 밀렵꾼들에게 있어서 아무런 가치가 없다. 서아프리카의 내전이 피그미 하마에 미치는 영향은 알려지지 않았지만 적어도 긍정적인 영향을 끼치지는 않을 것으로 짐작되고 있다. 피그미하마는 종종 표범이나 비단뱀, 악어에게 죽임을 당하기도 하지만 이런 일이 얼마나 자주 발생하는지는 알 수 없다.
피그미하마는 2007년 EDGE 프로젝트에 의해 상위 10종의 초점종중 하나로 확인되었다. 일부 개체들은 시에라리온의 골라 삼림 보호 구역과 같은 보호 구역에 서식한다.
스위스의 바젤 동물원은 피그미하마의 사육 가이드를 보유하고 있으며, 전 세계 동물원의 피그미하마 개체군 전체의 번식을 조정한다. 1970~1991년 사이에는 사육 상태에서 태어난 피그미 하마의 수가 2배 이상 증가하였다. 동물원에서 종의 생존은 야생에서 종의 생존보다 안정적으로 유지된다. 사육 상태에서 피그미 하마는 야생과는 달리 42~55년까지 살 수 있다. 1919년 이래로 동물원에서 태어난 피그미하마의 41%만이 수컷이었다.

## 역사와 문화

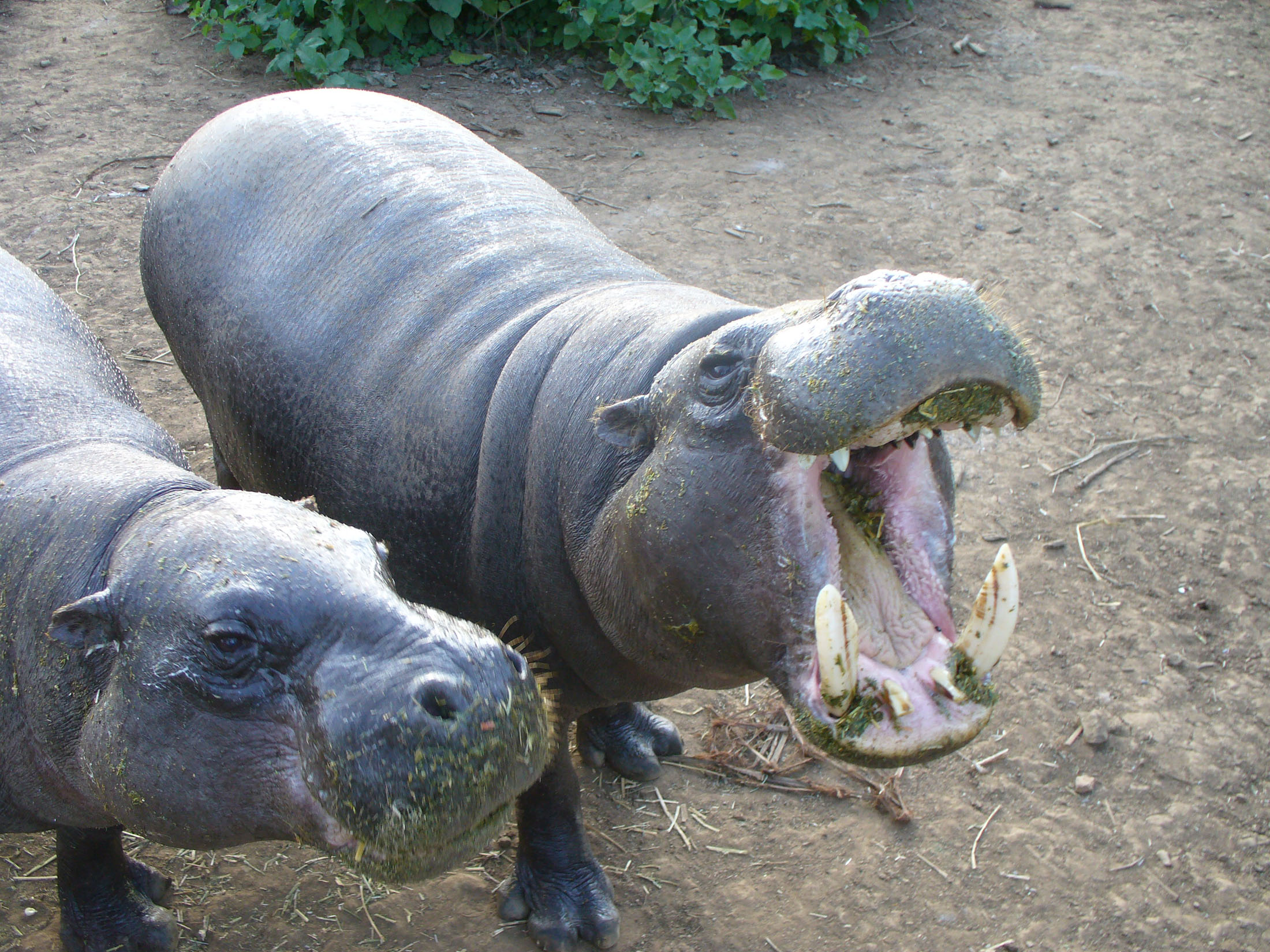
케냐 산 야생동물 보호구역의 피그미하마 한 쌍

오래 전부터 유럽인들에게 그 존재가 알려진 하마와 달리, 피그미하마는 19세기까지만 해도 서부아프리카 외에서는 그 존재가 알려지지 않았다. 관찰이 어려운 밤에 활동한다는 것과 인간의 활동이 힘든 우거진 숲에 서식한다는 점으로 인해 자국 내에서도 세부적인 내용이 잘 알려지지 않았으며, 라이베리아에서는 물소로 오인받기도 했다.
피그미하마에 대한 초기 현장 보고에서는 이 동물을 야생 돼지로 오인했다. 이 종의 두개골 몇 개는 라이베리아의 몬로비아에 거주하는 동안 미국의 자연 과학자 새뮤얼 조지 모턴에게 보내졌다. 모턴은 1843년에 처음으로 이 종을 설명했다. 최초의 완전한 표본은 1870~1880년대에 요한 뷔티코퍼 박사에 의해 라이베리아 동물군에 대한 포괄적인 조사의 일환으로 수집되었다. 표본들은 네덜란드 라이덴에 있는 자연사 박물관으로 옮겨졌다.
최초로 포획된 피그미하마는 1873년 시에라리온에서 영국 식민국 요원에 의해 포획된 후 유럽으로 옮겨졌지만 도착한 지 얼마 되지 않아 사망했다. 이후 피그미하마는 1911년 유럽의 동물원에 성공적으로 정착했다. 이들은 처음에 독일로 보내졌고 그 다음에는 뉴욕시의 브롱크스 동물원으로 보내졌고 거기서도 번성했다.
1927년 파이어스톤 타이어회사의 하비 새뮤얼 파이어스톤은 미국 대통령 캘빈 쿨리지에게 "빌리(Billy)"라는 이름의 피그미 하마를 선물했다. 쿨리지는 빌리를 미국 국립동물원에 기증했고, 훗날 빌리는 오늘날 미국 동물원에 있는 대부분의 피그미하마들의 선조가 되었다.
피그미하마는 드물게 여러 민담에 나오기도 한다. 한 이야기에 따르면 피그미하마는 밤에 울창한 숲을 통과하는데 도움을 주는 빛나는 다이아몬드를 입에 물고 다니며, 낮에는 피그미하마가 다이아몬드를 비밀 장소에 숨겨놓지만 밤에 사냥꾼이 피그미하마를 잡으면 다이아몬드를 빼앗을 수 있다고 전해진다. 지역 주민들은 때때로 아기 피그미하마가 젖을 먹는 것이 아니라 어미의 피부에 있는 분비물을 핥는다고 믿었다.